# 港脚贸易

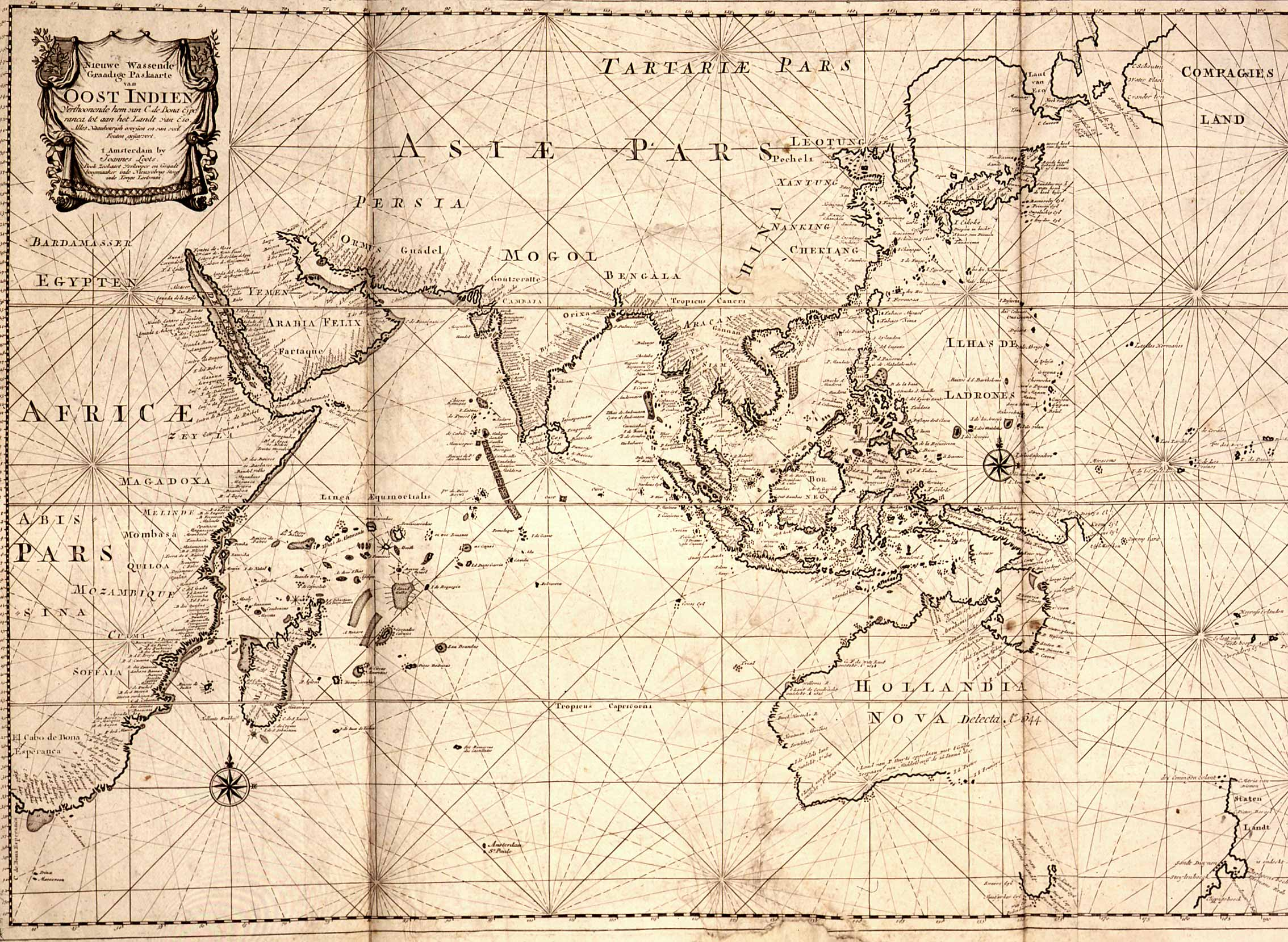
荷兰东印度公司的贸易垄断地区全图，包括英国在内的各国均以荷兰东印度公司为样板创设自己的东印度公司

港脚贸易（英語：Country Trade，直译区域贸易）特指在英属印度与英国之间的贸易之外，印度沿海与亚洲各埠之间的贸易，从事此类贸易的商人也被称作港脚商人（英語：Country trader）。港脚贸易在最初属于违法贸易，而随着英国逐步开放东方贸易，越来越多的港脚商人以英属印度为基地从事对华贸易，并逐渐打破东印度公司的垄断、获得在亚洲贸易的合法地位。港脚商人对华贸易主要的输出商品为印度产的棉花和鸦片，但在1820年代开始全面转向鸦片走私，这也为后来虎门销烟和鸦片战争埋下了伏笔。

## 词源
所谓“港脚”并非地名，而是英语中“Country”一词的音译，这里的“Country”指的是港脚贸易所用的船只只会在亚洲内部航行。
“港脚贸易”最初指代印度和邻近口岸之间的贸易，后来特指广州和印度之间的贸易。清朝人并不知道“港脚”的实际含义，往往穿凿附会。例如十三行行商误传“港脚”为东印度的某个国家，乃至于代指孟买、帕西人，而曾任两广总督的邓廷桢则意识到“（英国）联属之地十数国，皆称港脚”，林则徐则进一步明确“港脚地名......皆为英吉利所属之港口”，所谓港脚商人主要都是来华的英属印度商人。:85-87

## 历史
港脚贸易起源17世纪的印度，当时英国东印度公司垄断了在好望角以东贸易的权利，因此欧洲人从事亚洲内部的贸易活动也是违法的，但仍有不少人从事走私贸易；从1665年开始，英国东印度公司为降低亏损专注于英国与亚洲之间的远洋航线，不再从事亚洲各埠之间的内部贸易，并且为节约成本刻意压低雇员薪水，暗中放任雇员利用公司船只和亚洲航运从事走私，与此同时荷兰东印度公司也和英国的港脚商人合作牟取利益。
直到1740年代，欧洲人所从事的港脚贸易也只局限于以马德拉斯为中心的印度各埠间贸易以及印度西海岸和波斯湾之间的贸易。然而，随着英国进一步控制印度以及英国国会为控制东印度公司而削减其权力，越来越多的私人绕过东印度公司从事港脚贸易，其中的绝大多数人都跟随东印度公司及军队来到亚洲后自立门户。公司以外的港脚商人逐渐占据了亚洲内部的贸易的主导地位，并且依照走私牟取暴利、借由金钱获得了在英印殖民政府内的影响力，将其贸易逐渐向印度以东扩展，1785年东印度公司在苏门答腊岛的明古鲁建立商站后印度以东的港脚贸易进一步扩展——至少到了1790年代，印度以东的贸易成为港脚贸易的主流，孟加拉也取代马德拉斯成为了港脚贸易的中心。
推动这一变化的背景则是东印度公司对华茶叶进口的激增——由于中国对外贸易用银结算而东印度公司所经营的印度殖民地对华出口的棉花等商品不足以填补贸易所导致的白银流失，因此不得不从本国购买白银弥补亏空。在这一过程中，东印度公司向港脚商人开放运往中国的船舱位，港脚商人则主要向中国出售东南亚的各类香料、中药材以及印度的棉花、鸦片等商品，在中国就地换取白银。东印度公司一方面借由港脚贸易减少了白银流失，另一方面借由港脚商人之手避免了直接在华从事鸦片贸易，维持了在华合法经营的地位。
1813年东印度公司法案规定东印度公司仅保留在华贸易特权，东印度公司以外的商人到中国贸易还是会受到限制，因此许多港脚商人通过合法或非法手段从中国商品到印度，之后合法地转运欧洲。1819年新加坡开埠之后，港脚商人只要在新加坡中转过后就可以合法地将货物运往欧洲，导致东印度公司的贸易特权名存实亡。随着港脚商人势力越发壮大，在其支持下，英国国会最终颁布1834年东印度公司法案，废除了东印度公司的全部贸易特权。
港脚商人在清朝鸦片贸易以及鸦片战争中，起到了极大的作用，然而港脚商人并非在一开始就从事鸦片投机。由于中英间存在巨大的贸易逆差，东印度公司无法单独填补流失到中国的金银，因此索性将向中国销售商品的责任转移给港脚商人，自己独享进口茶叶的暴利，港脚商人便利用印度特有的商品——主要为棉花和鸦片从事中印之间的贸易。在1798年，东印度公司从印度送往中国的货品就没有一件在公司名下，可以说港脚商人几乎占据了对华出口市场，而公司在印度具有棉布和鸦片的专卖权，转过来为公司购买茶叶提供了资金。随着棉花市场走跌，向中国贸易棉花逐渐变得无利可图，从1820年开始港脚商人逐渐转向了非法的鸦片贸易，并开始试图以自由贸易之名推翻东印度公司的枷锁。由于来自英国的港脚商人往往存在地域和亲缘的纽带，这些人往往来自英国北方（尤其是苏格兰），以家族为单位经营，因此在英国国内政治中也发挥着极大的影响力。

### 书目
- Miller, W. G.  NED - New edition. Boydell & Brewer. 2020  [2024-10-04]. ISBN 978-1-78327-553-3. （原始内容存档于2024-10-07）.
- Chaudhuri, K. N. . Cambridge [Eng.] ; New York: Cambridge University Press. 1978. ISBN 978-0-521-21716-3.
- Furber, Holden. . Cambridge: Harvard University Press. 1948.

## 外部連結
- 清代的國際貿易: 白銀流入、貨幣危機和晚清工業化
- 试论清嘉道年间鸦片走私中的港脚商人 （页面存档备份，存于）